# 门东萨
门东萨是巴西圣保罗州的一个市镇。总面积194.974平方公里，总人口3950人，人口密度20.3人/平方公里。